# Bassin d'Egra

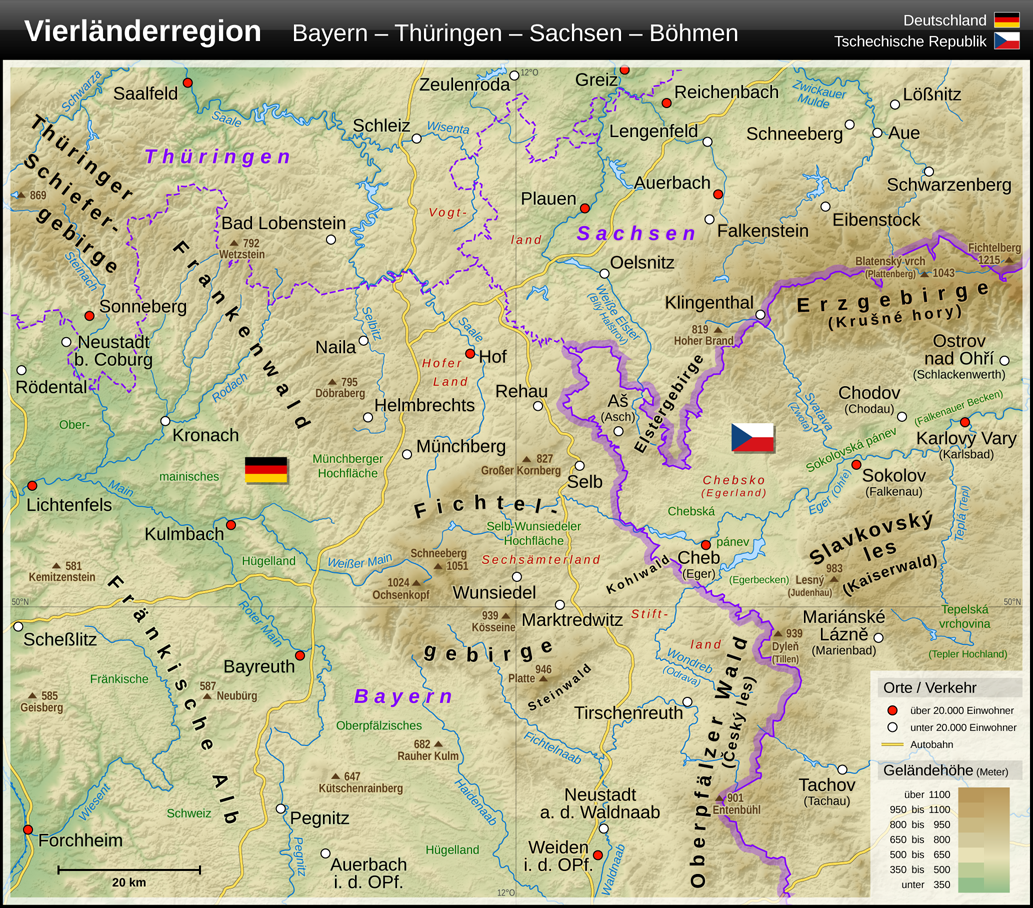
Carte physique de la frontière commune entre Bavière, Thuringe, Saxe et Bohême, où l'on voit le bassin d’Eger, encaissé entre les monts du Fichtel, le massif de l'Elster, le plateau de Kaiserwald et la forêt du Haut-Palatinat.

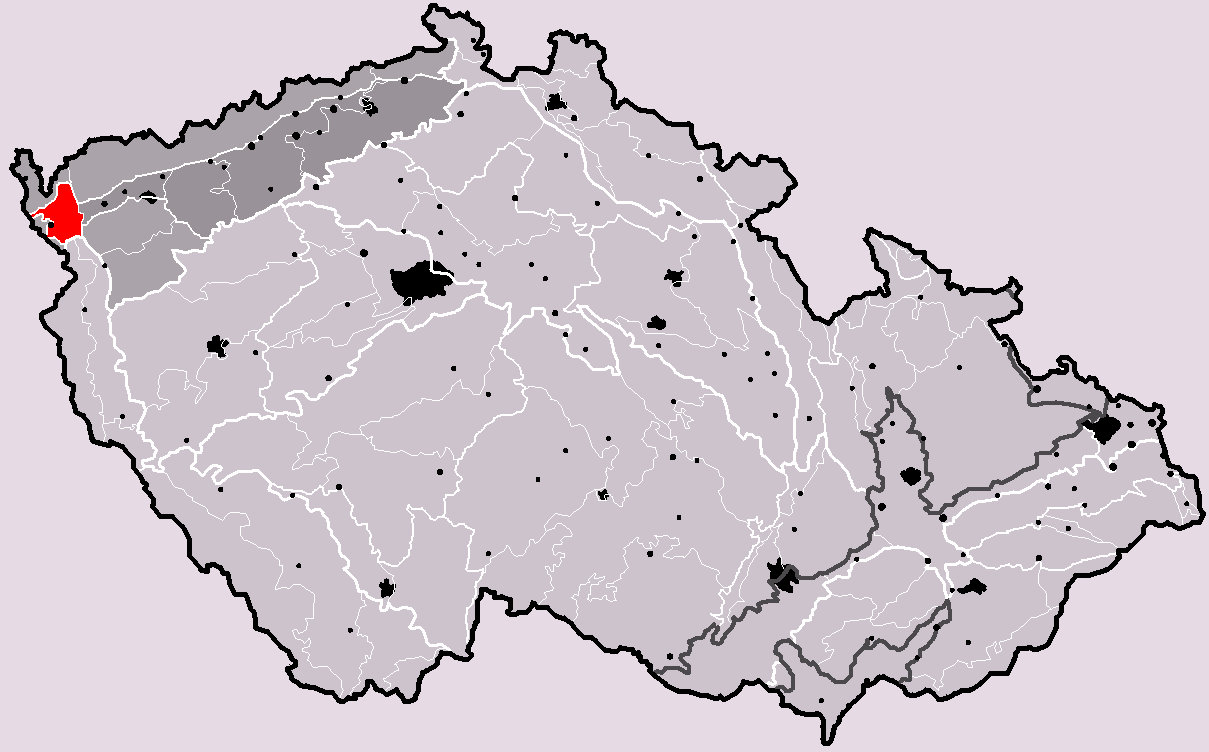
Le bassin d’Eger parmi les grands massifs de Tchéquie.

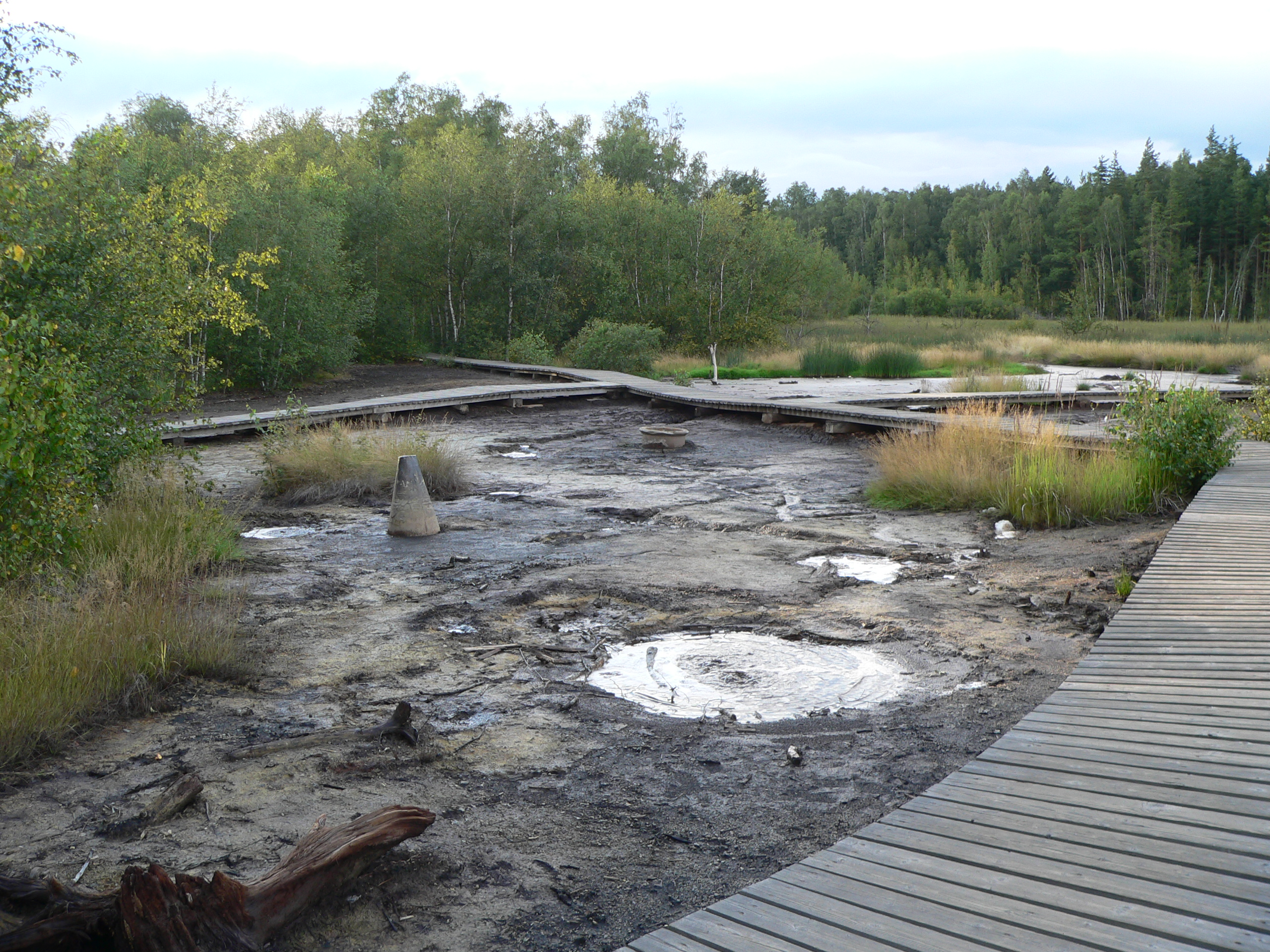
La réserve naturelle de Soos à Skalná

Le bassin d’Egra (en tchèque : Chebská pánev) est un espace naturel de la République tchèque centré sur la ville d’Egra ou Cheb s’étendant sur 271 km2. Son point culminant est le mont Doubravský (534 m) à Taubrath ; et le point le plus bas se trouve à Kynšperk nad Ohří, dans la vallée d’Eger (431 m).
Le bassin d’Eger déborde sur le territoire saxon au sud et à l'est de Schönberg am Kapellenberg. Cette région, qui ne fait que 3,56 km2, est désignée par les géographes allemands comme le  « microgéochore du versant de Schönberg et marais. »

## Géologie
Le bassin sédimentaire d’Eger forme une partie du graben de l'Eger. Ses dépôts sédimentaire se sont déposés lors des transgressions marines entre le début et la fin du Quaternaire, c'est-à-dire entre 2,7 millions d'années et 850 000 ans. C'est au milieu de ces mers que s'est formé par volcanisme, il y a plus de 720 000 ans, le cratère du Kammerbühl. Le socle de ce bassin sédimentaire est fait de roches granitoïdes du massif de Bohême.

## Histoire
Les plus anciennes traces de colonisation du bassin d’Egra semblent remonter à l'âge du bronze  (avec le champ d'urnes de Sirmitz, aujourd'hui faubourg de Franzensbad). De 1835 à 1842, à Untermarxgrün, dans les environs d’Oelsnitz/Vogtl. on a dégagé une grotte de roches détritiques déposées lors de la dernière glaciation, où l'on a trouvé de nouvelles traces de colonisation humaine dans la région d’Egra et dans le cours amont de l’Ohře. Des constructions sur pilotis ont été mises au jour dans les vastes tourbières  de Schladabach, ainsi qu'entre les ruisseaux de Soosbach et de Fonsauerbach. Paul Cartellieri (1807–1881) fut le premier à s'intéresser aux tourbières entourant la station thermale de Franzensbad. Son fils Josef Cartellieri (1849–1909) poursuivit ce travail de fouille, qui l'amena jusqu'à des vestiges du Paléolithique, aussi loin qu'à Dölitz. En 1883, on découvrit dans un gouffre à Trebendorf le squelette presque entier d'un Dinothérium (aujourd'hui exposé au Muséum d'histoire naturelle de Vienne) et le squelette d'un mastodonte, ancêtre de l’éléphant moderne.
À l'époque des Illyriens, que l'archéologie contemporaine rattache à la Culture lusacienne (ils incinéraient leurs morts, délimitaient leurs nécropoles et défendaient leurs villages de palissades) la région connut une densité de population relativement importante ; on a retrouvé à ce jour 70 sites illyriens.
Au cours de la civilisation de Hallstatt (âge du fer ancien) et de l'âge de La Tène, il y eut une vague d'émigration due à un changement climatique. C'est l'antiquaire Josef Oskar Steidl qui a recueilli le plus de vestiges de cette période : ils sont aujourd'hui conservés au musée d’Egra. Selon Ernst Schwarz, la région serait le berceau des Naristes, un rameau de l'ethnie des Varasques.
Les Celtes, qui ont donné son nom à la rivière Ohře, ont à leur tour occupé le pays au début de l’ère chrétienne, avec les tribus des Hermundures, des Vandales et des Marcomans, lesquelles allaient s'étendre au cours des grandes invasions.
Vers 500 apr. J.-Chr., la région fut occupée par des tribus slaves, qu'il faut sans doute rattacher au rameau des Sorabes (cf. l'article Marche Sorabe) : ils ont édifié une place-forte à Egra. L'archivsite Karl Siegl en a déterminé l’emplacement en 1900 et y a dégagé de multiples vestiges.

## Géographie
Le bassin d’Egra est encaissé entre les monts de l’Elster et les monts Métallifères au Nord, le bassin de Falkenau et le plateau de Kaiserwald à l'est, les contreforts de la forêt du Haut-Palatinat au sud-est, la forêt du Haut-Palatinat elle-même au sud et les monts du Fichtel à l'ouest.